# Bentley Arnage
La Arnage è una berlina di lusso prodotta dalla Bentley dal novembre 1998 al 2010, il suo nome è un tributo al paese francese di Arnage sul cui territorio geografico è situata una delle curve più impegnative del Circuit de la Sarthe sul quale si disputa la celebre 24 Ore di Le Mans, nella quale Bentley ha gareggiato vincendo 6 edizioni.

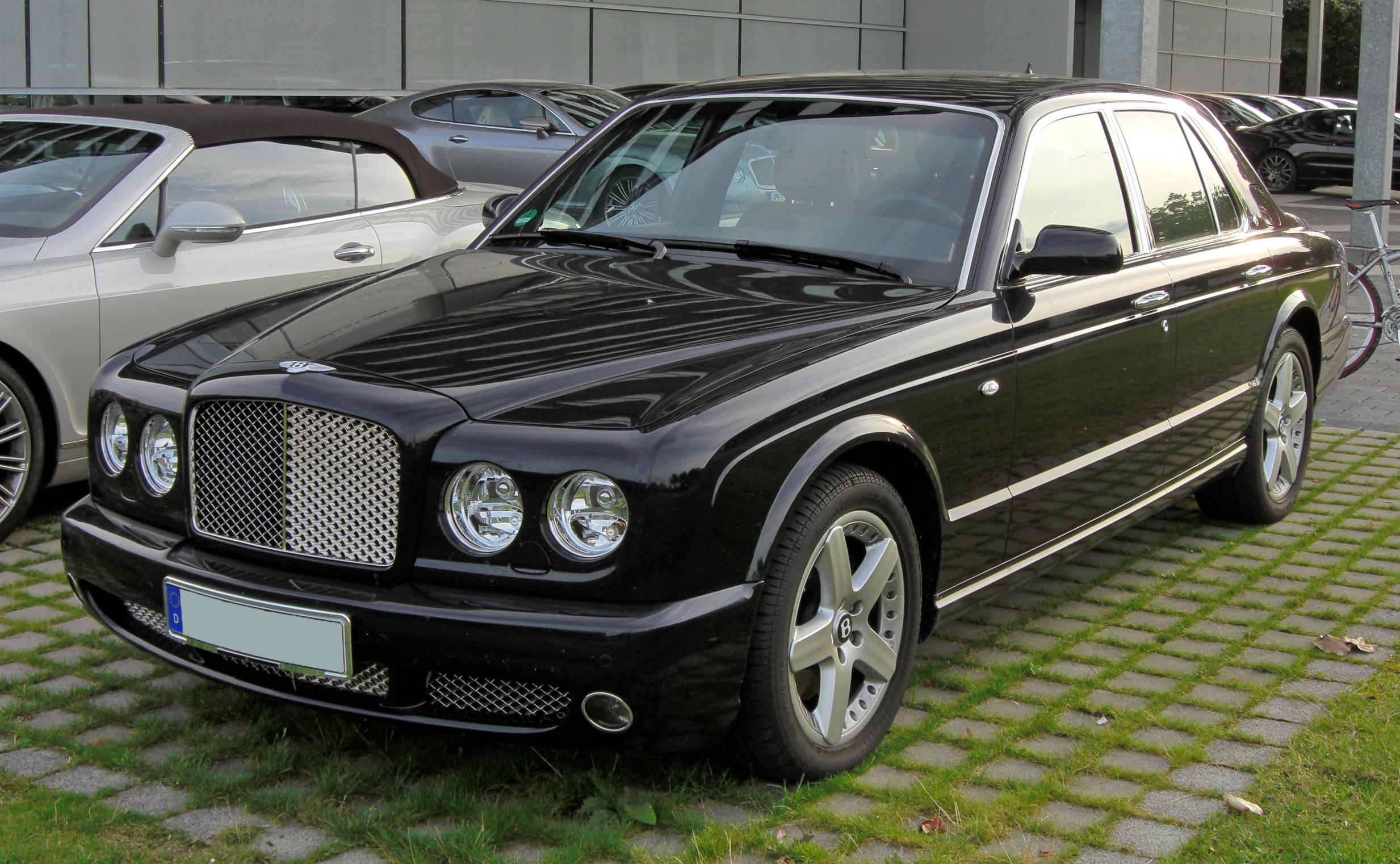
La Bentley Arnage T

È il modello che ha sostituito le ultime versioni della Bentley Mulsanne, nonché l'ultimo modello di berlina a risentire l'influenza della storica collaborazione con la Rolls-Royce.

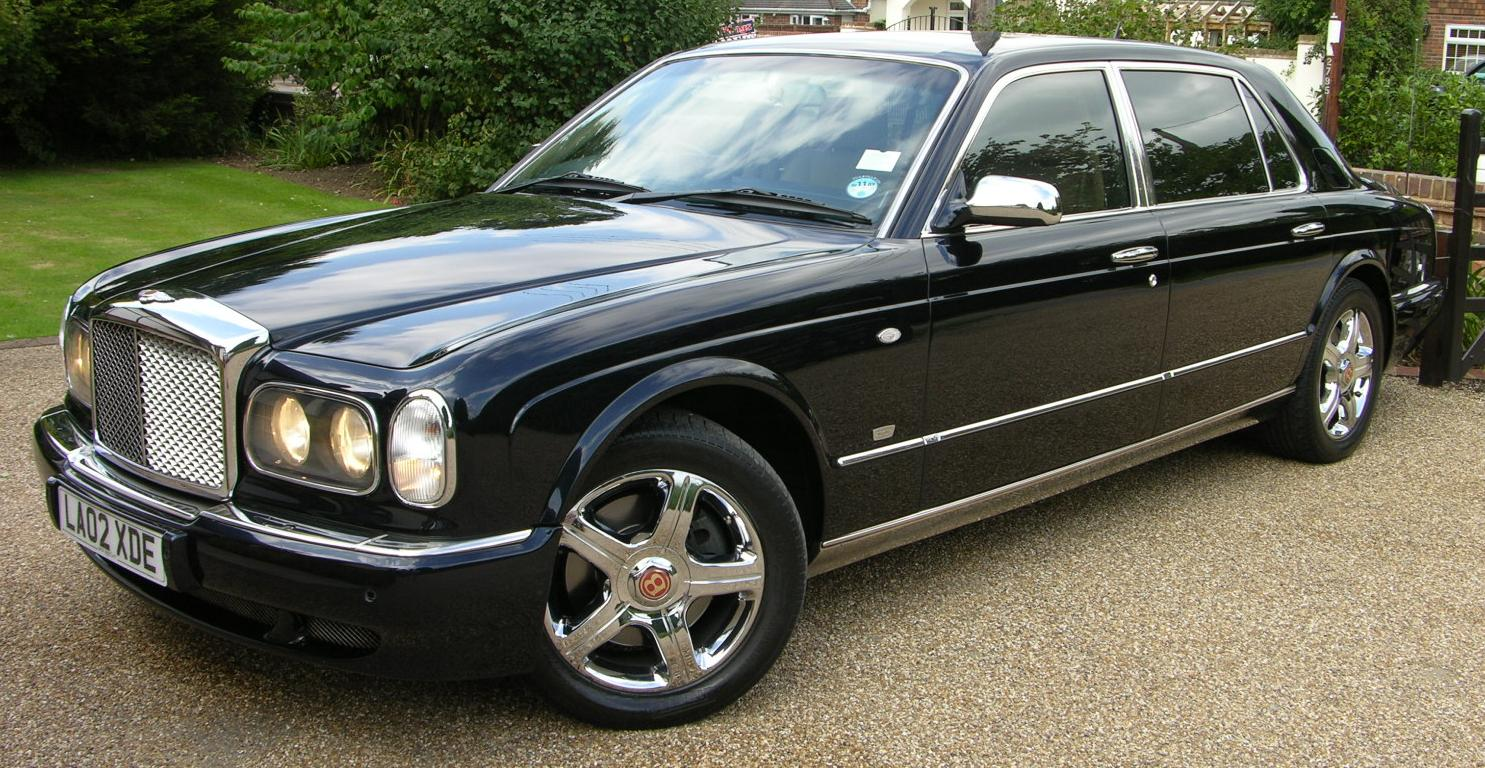
La Bentley Arnage Mulliner

## Caratteristiche tecniche
La maggiore novità della Arnage è stata l'abbandono del classico motore V8 Bentley/Rolls-Royce, introdotto per la prima volta nel 1959 e nel corso degli anni aggiornato, e l'introduzione di un motore BMW sempre ad 8 cilindri.
Il motore in questione è un 4.4 litri, 8 cilindri a V di 90°, 32 valvole, sovralimentato da due turbocompressori, eroga una potenza di 354CV a 5500 giri/minuto, e una coppia motrice di 570 Nm.
La trazione è posteriore, il cambio a cinque rapporti è automatico a controllo elettronico, con possibile utilizzo manuale sequenziale.
Velocità massima 240 km/h, accelerazione 0–100 km/h in 6,5 secondi.
Bagagliaio 374 dm3, capacità serbatoio 100 litri.

## Versioni

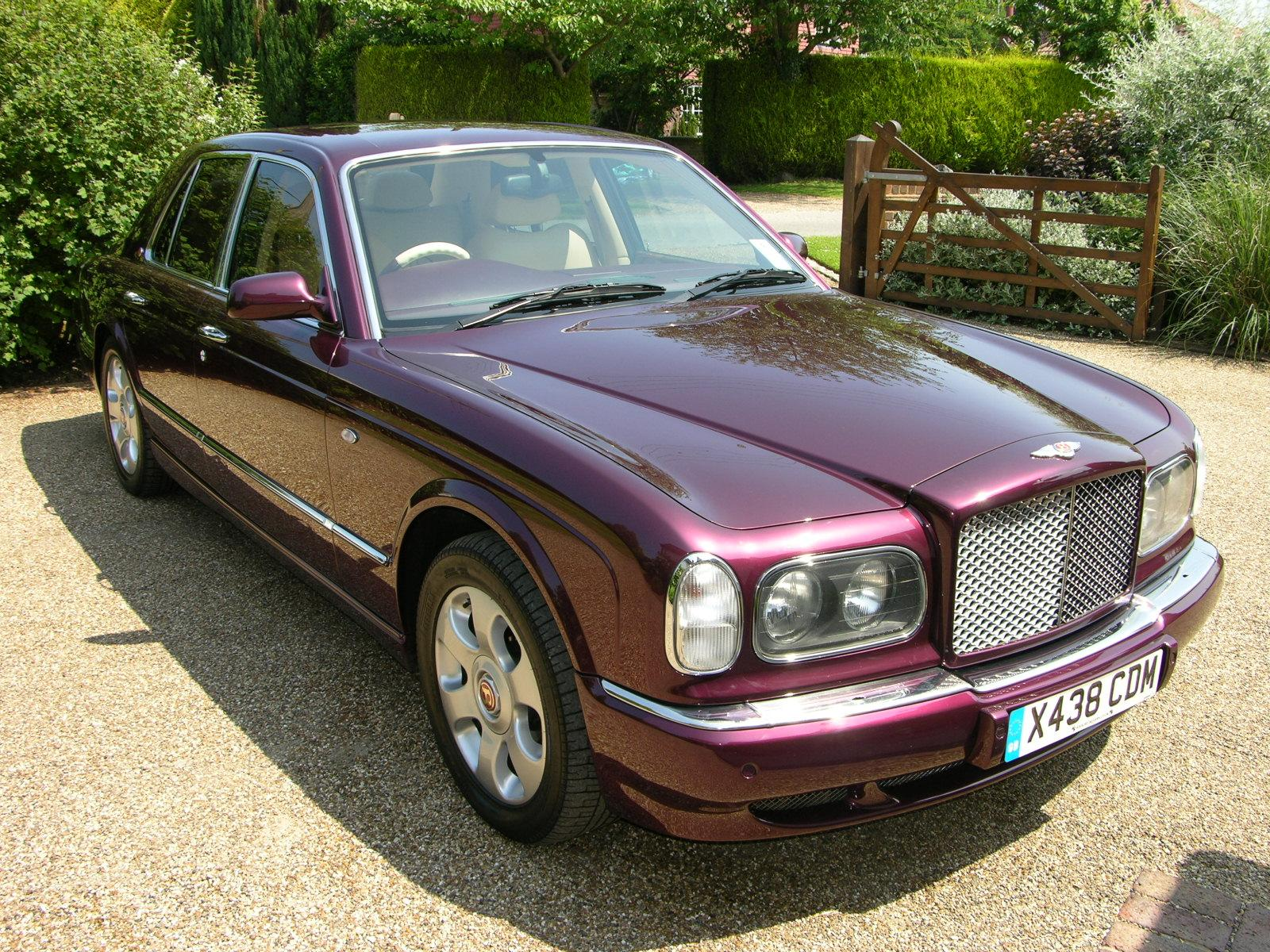
La Bentley Arnage Red Label

### Red Label e Green Label
Solo un anno dopo, con il modello 2000 (in produzione dall'ottobre 1999) la Bentley ha corretto questa scelta riproponendo il classico motore Bentley con l'allestimento Red Label mentre la Arnage con motore BMW è stata rinominata Green Label, quest'ultima versione rimarrà in produzione un solo anno, fino all'ottobre 2000.
Il motore è un 6.75 litri, 8 cilindri a V di 90°, 16 valvole, sovralimentato da due turbocompressori, eroga una potenza di 405 CV a 4000 giri/minuto, e una coppia motrice di 835 Nm.
La trazione è posteriore, il cambio a quattro rapporti è automatico a controllo elettronico, con blocco del convertitore.
Velocità massima 250 km/h, accelerazione 0–100 km/h in 6,2secondi.

### LWB e RL
Nel febbraio 2001 è uscita la versione a passo lungo della Arnage, la Arnage Red Label LWB.
È stata prodotta fino al maggio del 2003 quando è stata sostituita dalla Arnage RL.

### Le Mans Series
La Arnage Le Mans Series è una serie speciale prodotta dall'aprile 2001 al marzo 2002 su base Arnage Red Label.

### R e R (450CV)
L'Arnage R è uscita nel marzo 2002 e sostituisce la Arnage Red Label, le modifiche sono soprattutto a livello estetico.
Nel settembre 2005 esce la Arnage R (450CV), il motore è lo stesso dell'Arnage T.

### T
L'Arnage T esce nel marzo del 2002 in concomitanza dell'uscita della Arnage R, il motore è stato potenziato a 457 CV a 4100 giri/min e una coppia di 875 N·m a 1800 giri/min, la velocità massima era di 270 km/h, l'accelerazione 0–100 km/h era di 5,8 secondi. Consumi (litri/100 km): urbano 30,7, extraurbano 14,8, misto 20,6. Emissioni CO2 (g/km): 495.
La Bentley celebra se stessa e per festeggiare la sesta vittoria nella 24 Ore di Le Mans presenta una serie limitatissima della Arnage, significativamente battezzata T-24 con soli 24 modelli tutti esclusivamente destinati al mercato Statunitense.

### Mulliner
Come per altri modelli Bentley, anche per l'Arnage è disponibile l'allestimento, ancora più esclusivo: il Mulliner.

### Final Series
La Final Series è l'ultima versione dell'Arnage prodotta in soli 150 esemplari.

### Versioni speciali per la Casa reale britannica
Nel 2002, sulla base della Arnage è stata sviluppata l'esclusiva State Limousine, destinata alla Casa reale britannica in occasione del Giubileo d'oro della regina Elisabetta II. Questa versione ha impiegato in anteprima nuovi elementi stilistici tipici della futura gamma dei modelli Bentley.

## Motorizzazioni
| Modello         | Disponibilità       | Motore  | Cilindrata (cm³) | Potenza         | Coppia Massima (Nm) | Emissioni CO2 (g/Km) | 0–100 km/h (secondi) | Velocità max (Km/h) | Consumo medio (Km/l) |
| 4.4 V8          | dal debutto al 2000 | Benzina | 4398             | 260 Kw (353 Cv) | 570                 | n.d                  | 6.5                  | 240                 | 5.6                  |
| 6.8 RL V8       | dal 1999 al 2008    | Benzina | 6761             | 298 Kw (406 Cv) | 835                 | 495                  | 6.3                  | 250                 | 4.5                  |
| 6.8 R 450 Cv V8 | dal 2005 al 2010    | Benzina | 6761             | 336 Kw (457 Cv) | 875                 | 465                  | 5.7                  | 270                 | 4.8                  |
| 6.8 T 500 Cv V8 | dal 2008 al 2010    | Benzina | 6761             | 373 Kw (507 Cv) | 1000                | 465                  | 5.5                  | 288                 | 4.8                  |